# Alsodes pehuenche
Alsodes pehuenche là một loài ếch thuộc họ Leptodactylidae.
Loài này có ở Argentina và có thể cả Chile.
Môi trường sống tự nhiên của chúng là sông ngòi.

## Hình ảnh

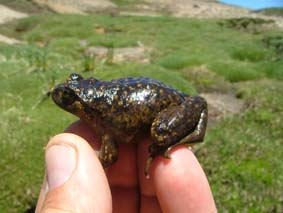